# Lyly järnvägsstation

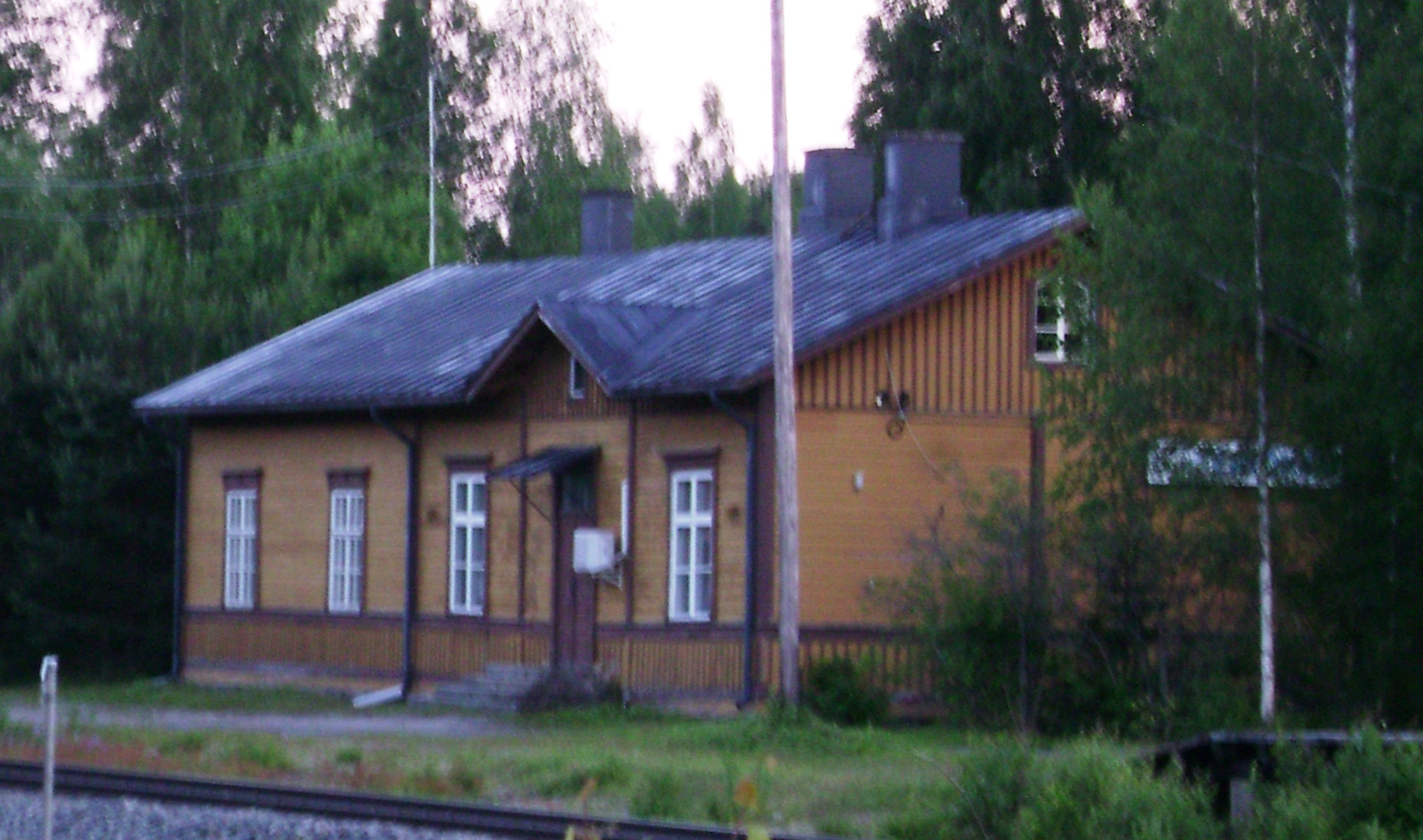
Lyly järnvägsstation

Lyly järnvägsstation är en nedlagd järnvägsstation på Tammerfors–Haapamäki-banan i Juupajoki, cirka 10 kilometer norr om kommuncentrum. 
Stationen öppnades när banan slutfördes 1883. Stationsbyggnaden byggdes enligt typritningar och utökades 1920. Stationen har också ett godsmagasin och ett tegelvattentorn som färdigställdes 1952, samt ett kafé. Det ursprungliga, rivna vattentornet byggdes 1903. Samtidigt hade ett gammalt vattentorn slutförts vid trälastkajen, som revs 1962. 
Stationen användes främst för virkestransporter av den lokala träindustrin. Ett militärlager byggdes ett par kilometer från stationen. Stationens närområde var ganska glesbebyggd med cirka 400 invånare. Passagerartrafiken i Lyly upphörde i maj 1990, då hela trafikområdet också stängdes. Befolkningen i tätorten har sedan dess sjunkit till cirka 200, men lokalsamhället har ändå hoppats att tågstoppen startar igen.   
Museiverket har klassificerat Lily stationsområde som byggd kulturmiljö av riksintresse.